# Cordylurella rufula
Cordylurella rufula är en tvåvingeart som beskrevs av Charles Howard Curran 1927. Cordylurella rufula ingår i släktet Cordylurella och familjen kolvflugor.
Artens utbredningsområde är New York. Inga underarter finns listade i Catalogue of Life.